# Mame Fatou Faye
Pour les articles homonymes, voir Faye.
Mame Fatou Faye, née le 19 août 1986, est une athlète sénégalaise.

## Carrière
Mame Fatou Faye remporte la médaille de bronze du relais 4 × 400 mètres aux Championnats d'Afrique de 2008 à Addis-Abeba. En 2009, elle est médaillée d'argent du relais 4 × 400 mètres à l'Universiade d'été de Belgrade et médaillée de bronze du relais 4 × 400 mètres aux Jeux de la Francophonie de Beyrouth. Elle est ensuite médaillée d'argent du relais 4 x 100 mètres aux Jeux africains de 2011 à Maputo. En 2012, elle obtient une nouvelle médaille de bronze en relais 4 × 400 mètres aux championnats d'Afrique.
Elle est médaillée de bronze du 400 mètres haies aux Jeux de la Francophonie de 2013 à Nice.
Elle est championne du Sénégal du 400 mètres en 2006 et du 400 mètres haies en 2004.